# Super Balón de Oro
El Super Balón de Oro (en francés: Super Ballon d'Or) fue un premio especial otorgado por única vez por la revista France Football en 1989, el cual se otorgó al mejor futbolista de las últimas 3 décadas

## Historia
En 1989, mismo año en que fue nombrado mejor jugador de Europa, la revista France Football decide otorgar un premio especial al mejor jugador de Europa de las últimas tres décadas.
France Football tuvo una especial colaboración junto a sus lectores y antiguos campeones del Balón de Oro para la votación, los cuales decidirían quien sería el galardonado.

## Primera Entrega
En la candidatura se presentaron los siguientes futbolistas: Alfredo Di Stéfano, Johan Cruyff, Michel Platini, Franz Beckenbauer, Kevin Keegan y Karl-Heinz Rummenigge.
| Año                     | Posición | Futbolista         | Club (es)                                                                                     |
| ----------------------- | -------- | ------------------ | --------------------------------------------------------------------------------------------- |
| Super Balon de Oro 1989 | 1        | Alfredo Di Stefano | C. A. River Plate C A. Huracán C. D. Millonarios Real Madrid C. F. R. C. D. Español           |
| Super Balon de Oro 1989 | 2        | Johan Cruyff       | A. F. C. Ajax F. C. Barcelona Los Angeles Aztecs Washington Diplomats Levante U. D. Feyenoord |
| Super Balon de Oro 1989 | 3        | Michel Platini     | A. S. Nancy A. S. Saint-Etienne Juventus de Turín                                             |

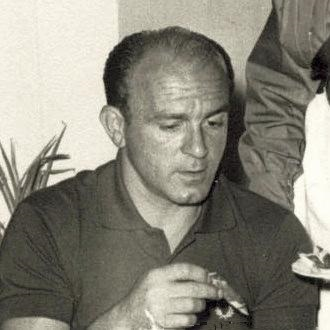
Alfredo Di Stéfano

Finalmente, Alfredo Di Stéfano terminó en primer lugar, Johan Cruyff en segundo lugar y Michel Platini en tercer lugar. Di Stéfano fue galardonado con el premio Súper balón de Oro, gracias a la colaboración de France Football.

## Segunda entrega
Desde su primera y única entrega han pasado más de 30 años, tiempo suficiente para una posible segunda ceremonia de premiación al mejor futbolista de las últimas tres décadas, sin embargo la revista France Football no ha manifestado intenciones de volver a entregar este galardón, existen rumores de que el premio podría volver a entregarse en 2029 como parte del fin de las primeras tres décadas del siglo XXI y con ya los posibles retiros asentados de Lionel Messi y Cristiano Ronaldo.